# Hans Lübbert
Hans Julius Lübbert (* 20. August 1870 in Hamburg; †  22. November 1951 in Hamburg) war ein deutscher Beamter, Manager und Hochschullehrer der Fischereiwirtschaft sowie Politiker.

## Leben und Werk

### Familie
Lübbert wurde in Pöseldorf als Sohn von Henry Carl Oppenheim (geb. 1846) und seiner Ehefrau Dorothea Christine geb. Hansen in eine wohlhabende Kaufmannsfamilie geboren, die seit dem 18. Jahrhundert das jüdische Leben in Hamburg mitgestaltete. Ab 1820 konvertierte die Familie zum christlichen Glauben und legte die jüdischen Vornamen mit der Taufe ab. Hans Großvater Isaac (1805–1872) nahm nach der Taufe 1834 den Namen Julius Ernst an, dessen Bruder Samuel nannte sich nach der Taufe 1820 Friedrich Wilhelm. Vermutlich aus finanziellen Gründen beging sein Vater bereits 1877 Suizid. 1884 heiratete seine Mutter den preußischen Berufsoffizier Generalmajor Eduard Lübbert (1854–1933), Sohn eines schlesischen Rittergutsbesitzers, mit dem die Familie nach Schlesien zog.
Nach dem Abitur am Gymnasium in Oels studierte Lübbert von 1890 bis 1892 Rechts- und Staatswissenschaften an den Universitäten Kiel und Rom mit dem Ziel, ins Diplomatische Corps einzutreten. 1891 wurde er Mitglied des Corps Saxonia Kiel. 1892 heiratete er die aus jüdischer Familie stammende Eleonore Valentine del Banco (1859–1934), ältere Schwester der Hamburger Sezessionsmalerin Alma del Banco. Im Jahr der Eheschließung erhielt Eleonore Valentine die Taufe und Hans beantragte die Führung des Namens seines Stiefvaters als Zweitnamen, was ihm entgegen seinem Antrag in Form der Hintanstellung als Oppenheim-Lübbert gestattet wurde. Ob die Namensänderung im Zusammenhang mit ersten antisemitischen Tendenzen im Zusammenhang mit der Choleraepidemie stand, ist nicht überliefert. Möglicherweise erhoffte sich Hans durch die Assimilierung mit Rückgriff auf seinen preußischen Offiziers-Stiefvater größere gesellschaftliche Akzeptanz und Vorteile für sich und seine Familie. Im selben Jahr gab er sein Studium auf, um die Familientradition als Kaufmann fortzusetzen. Mit dem Erhalt des Hamburger Bürgerrechts 1894 standen ihm sämtliche Tätigkeiten offen. 1911 wurden ihm, seiner Frau und seinen drei Söhnen auf sein Gesuch gestattet, den Namen Lübbert seines Stiefvaters zu führen, wie er sich seit 1904 bereits nannte.

### Beruf und Politik
Zunächst erhielt er mit einer kaufmännischen Tätigkeit bei der Firma Carl Julius Koppen eine wissenschaftliche und praktische Ausbildung im Fischereiwesen und übernahm 1902 erste Aufgaben in der Fischerei. 1903 wurde ihm die Leitung von Motorversuchen auf den Fahrzeugen der Finkenwärder Hochsee-Segelfischer-Flotte für den Deutschen Seefischerei-Verein übertragen. 1904 wechselte er als Fischereisachverständiger in den Hamburger Staatsdienst, wo er 1907 zum Hamburgischen Staatlichen Fischereidirektor ernannt wurde. Von 1904 bis 1907 war sein Hauptprojekt die Gründung des Cuxhavener Fischmarkts im Alten Fischereihafen Cuxhaven. Bis 1937 gehörte Cuxhaven zu Hamburg. 1907 gründete er zusammen mit Albert Ballin die Cuxhavener Fischerei AG, die spätere Nordsee Deutsche Hochseefischerei Bremen-Cuxhaven AG. 1908 erfolgte auf seine Initiative hin die Gründung der Aalkommission.
Von 1910 bis 1914 hatte Lübbert eine Dozentur am Hamburgischen Kolonialinstitut. Während des Ersten Weltkrieges war er Vorstandsmitglied der Zentraleinkaufsgesellschaft. 1918 war er Mitbegründer der Deutschen Seefischerei AG in Cuxhaven, deren Leiter er bis 1921 war. An der Pariser Friedenskonferenz 1919 nahm er als Sachverständiger teil.
Von 1921 bis 1924 war er in der Fraktion der Deutschen Demokratischen Partei Mitglied der Bürgerschaft der Freien und Hansestadt Hamburg. 1922 nahm er den Dienst als Hamburger Fischereidirektor wieder auf. 1928 erhielt er einen Lehrauftrag für Fischereiwirtschaft an der Rechts- und Staatswissenschaftlichen Fakultät der Universität Hamburg. 1930 wurde er als Fischereidirektor zur Disposition gestellt, um sich als Professor für Fischbiologie und Meeresforschung voll seiner wissenschaftlichen Tätigkeit an der Universität widmen zu können.
Zahlreiche größere Forschungsreisen führten ihn während seines Berufslebens nach Ägypten, Belgien, Bulgarien, Chile, Dänemark, England, Frankreich, Holland, Irland, Island, Italien, Norwegen, Rumänien, Russland, Schottland, Schweden, Spitzbergen und in die Türkei.
Er war Herausgeber des Handbuchs der Seefischerei Nordeuropas sowie Mitglied des Vorläufigen Reichswirtschaftsrats und der deutschen wissenschaftlichen Kommission für Meeresforschung. Weiterhin war er stellvertretender Aufsichtsratsvorsitzender der Staatlichen Fischmarkt Cuxhaven GmbH, Mitglied des Verwaltungsrates des Deutschen Fischereivereins, des Ausschusses des Deutschen Seefischerei-Vereins und des Landeseisenbahnrates Hamburg sowie stellvertretendes Mitglied des Elbestraßen-Wasser-Beirates.

### Verfolgung im NS-Staat und Nachkriegszeit
Da sein Vater 1933 als Jude galt, musste er aus dem Staatsdienst und dem Verwaltungsrat des Deutschen Fischereivereins ausscheiden, die Lehrerlaubnis wurde ihm entzogen. 1936 wurde er aus der Deutschen Wissenschaftlichen Kommission für Meeresforschung ausgeschlossen. 1938 erfolgte der Entzug der Verantwortung für das Handbuch der Seefischerei. Aller Positionen, Ämter und Kontakte beraubt, lebte er seit 1933 zurückgezogen, von 1936 bis 1949 in seinem bis 2019 bestehenden Haus in der Hasenhöhe Blankenese. Dort richtete er ein Atelier für seine Schwägerin Alma del Banco ein, das diese 1938 bezog, als sie nach dem Tod ihres Bruders Sigmund die gemeinsame Wohnung verlassen musste. Nach Erhalt des Deportationsbescheides 1943 wählte sie den Freitod. Vor dem früheren Haus von Hans Lübbert erinnert ein Stolperstein an sie.
1945, im Alter von 75 Jahren, wurde er von der Britischen Militärregierung zum Neuaufbau des Hamburgischen Fischereiwesens zum Fischereidirektor wiederberufen.

### Verfolgung des Sohnes Fritz Lübbert
Seine Söhne Eddy (23. Dezember 1893–30. März 1917) und Fritz (Friedrich Wilhelm, 1899–1966) zogen 1914 jung in den Ersten Weltkrieg. Eddy starb als 1917 als Jagdflieger an der Westfront. Im selben Jahr ging Fritz zur Jagdstaffel 1 unter Führung des Jagdfliegers und Geschwaderkommandanten Rittmeister Manfred Freiherr von Richthofen, dessen Adjutant damals Hauptmann Karl Bodenschatz war. Eine schwere Verwundung im Februar 1918 beendete seinen Kriegseinsatz, bei dem sich Richthofen persönlich um ihn kümmerte, bevor er Wochen später selber getroffen wurde. Hermann Göring wurde letzter Kommandant des Richthofen-Geschwaders. Nach Kriegsende gründete Fritz Lübbert in Cuxhaven seine eigene Firma Friedrich Wilhelm Lübbert im Bereich der Fischwirtschaft und Fischindustrie und blieb als Mitglied im Verein ehem. Jagdflieger des Jagdgeschwaders Frhr. v. Richthofen Nr. 1, dessen erster Sekretär der Offizier Karl Bodenschatz war, den Jagdfliegern und der Familie Richthofen verbunden.
1933 veranlassten erste Anfeindungen wegen seiner jüdischen Herkunft in der Kleinstadt Cuxhaven ihn, seine Geschäfte aus dem anonymen Hamburg zu führen. Mit Bodenschatz, als General der Flieger und Chef des Ministeramtes beim Reichsmarschall Göring einer dessen engster Mitarbeiter, hatte Fritz nachweislich seit 1933 regelmäßigen Kontakt, der ihn privat und beruflich unterstützte. Als Halbjude nach dem Reichsbürgergesetz 1935, einem der beiden Nürnberger Rassengesetze, war er existenziell bedroht.
1944 kam er nach Inhaftierung im Gefängnis Fuhlsbüttel auf Grund einer Anzeige wegen „Rassenschande“ mit Bescheinigung von Bodenschatz, dass Lübbert bis zur Klärung seiner „deutschblütigen“ Abstammung unter dem Schutz des Reichsmarschalls stehe, nach wenigen Tagen frei, musste sich aber am 6. Juli 1944 auf eigene Kosten sterilisieren lassen. Dieser Kompromiss zur Verhinderung weiterer Verfolgungsmaßnahmen war auf höchster Ebene zwischen Hermann Göring und dem Reichsführer SS Heinrich Himmler bestimmt worden. Trotz seines damit bewiesenen Wohlverhaltens drohten ihm weitere Verfolgungsmaßnahmen, bis Bodenschatz auf seine Bitte bestätigte, dass er „von weiteren staatspolizeilichen Maßnahmen freizustellen“ sei.
Nach 1946 drehten sich ihre Rollen. Bodenschatz kam nach seiner Entlastung Görings als Zeuge beim Nürnberger Prozess gegen die Hauptkriegsverbrecher von 1945 bis 1947 in amerikanische Kriegsgefangenschaft. Seit 1946 half Lübbert Bodenschatz und seiner Frau Maria, wo er konnte, weil er sein Leben der gemeinsamen Kameradschaft verdankte.
Sein Sohn Eddy (7.8.1924–30.5.2016), seit 2015 Ehrenbürger von Bremerhaven, führte das Unternehmen fort.

## Auszeichnungen, Ehrungen
- Eisernes Kreuz II. und I. Klasse am weiß-schwarzen Bande
- Roter Adlerorden 4. Klasse
- Oldenburgisches Kriegsverdienstkreuz
- Bayerischer Verdienstorden vom Heiligen Michael 4. Klasse
- Ehrenmitglied des Deutschen Fischereivereins
- Ehrenmitglied des Deutschen Anglerbundes und mehrerer anderer Fischereivereine
- Ehrendoktor der Universität Hamburg, 1930
- Ehrenbürger der Stadt Cuxhaven, 1950
- Lübbertkai und Lübbertstraße in Cuxhaven wurden 1963 nach ihm benannt.

## Schriften
- Die Einführung von Motor- und Scheernetz in die deutsche Segelfischerei, 1906
- Die deutsche Hochsee-Segel-Fischerei in Vergangenheit und Gegenwart, 1909
- Die Großbritannische Hochseefischerei, 1912
- Großbritannische Fischereihäfen, 1919
- Vom Walfänger zum Fischdampfer, 1925
- Der Fischmarkt von Cuxhaven., 1927
- Island und seine Wirtschaft, 1928
- Die Seefischerei von Chile und ihre Entwicklungsmöglichkeiten, 1930
- mit Wiese, Emil: Hamburger Fischerei in zehn Jahrhunderten – Vom Walfänger zum Fischdampfer, 1949
- Mitherausgeber: Handbuch der Seefischerei Nordeuropas, 11 Bände
- Veröffentlichung einiger hundert kleinerer Arbeiten in Fachzeitschriften.